# Guillermo Cano Isaza
Guillermo Cano Isaza (12 august 1925 – 17 decembrie 1986) a fost un jurnalist columbian, editor al ziarului El Espectador.
A fost omorât în fața clădirii publicației de doi asasini care aveau legături cu traficanții de droguri columbieni.
Atacul a fost realizat, cel mai probabil, ca răzbunare pentru campania pe care Cano a lanasat-o în ziar pentru a denunța influența traficanților de droguri asupra politicii țării.
Clădirea publicației a fost distrusă trei ani mai târziu într-un atac cu bombă.
În anul 1997, UNESCO a instituit distincția „Guillermo Cano” prin care gratifică devotamentul ziariștilor care – înfruntând amenințări cu moartea, regimuri politice opresive sau medii sociale dominate de extremism și mafie – continuă să-și facă meseria.